# Kakamas
Kakamas é uma cidade fundada em 1898 e situada na província do Cabo Setentrional, África do Sul, no vale do Rio Orange.
Originalmente era um lugar onde o rio Gariep podia ser facilmente atravessado a vau. O local era inicialmente conhecido como Bassonsdrif. Em 1898 foi estabelecido o primeiro aldeamento e, sob os auspícios da Igreja Reformada Holandesa, a área desenvolveu-se tendo como base a agricultura. Passou a município em 1954.

## História

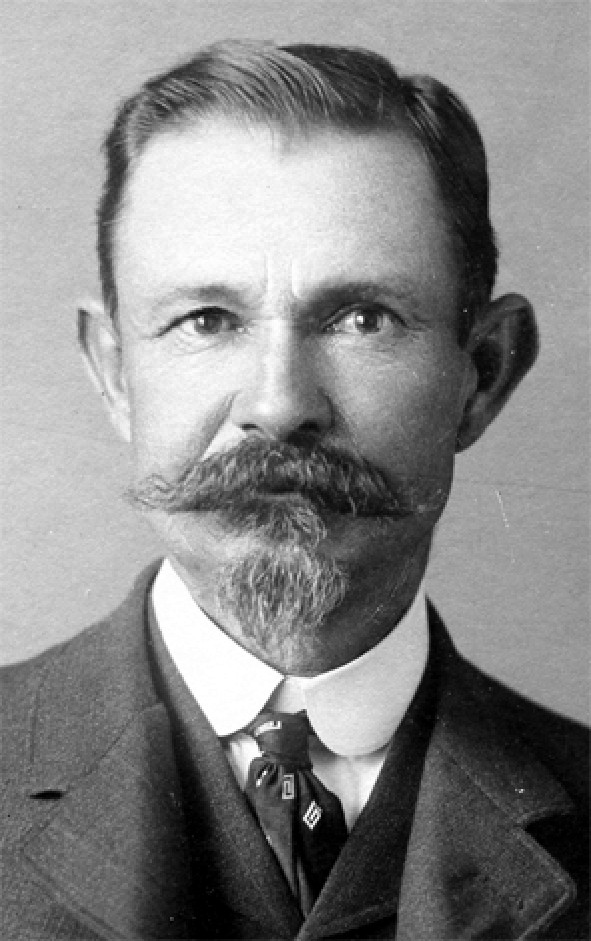
Japie Lutz

A pequena cidade de Kakamas foi construído sobre o enorme trabalho duro e determinação de um casal de camponeses empobrecidos no final do século XIX.
Em 1898, a Igreja Reformada Holandesa, fundou uma "colónia" nas fazendas Soetap e Kakamas, situadas nas margens do Rio Orange, para ajudar as pessoas brancas que tinham perdido tudo por causa da seca.
Ignorando as críticas de engenheiros qualificados sobre os métodos de construção utilizados, os agricultores continuaram a construir os canais de água que eram usados para irrigar a área circundante e para abastecer a cidade, à mão. Pelos seus esforços, foram adjudicados o direito, dos lotes de irrigação. Os homens trabalharam arduamente, impondo o jugo a si mesmos, ao invés de desperdiçarem tempo precioso na procura de bois e burros para pastoreio, algures no Veld (largos espaços rurais abertos da África do Sul).
O excepcional empilhamento de pedras secas ao longo das encostas rochosas ainda podem ser vistas hoje. Ao empilharem a pedra seca, em vez de escavarem através da rocha, os agricultores foram capazes de reduzir os custos globais dos canais consideravelmente.
A engenhosidade dos trabalhadores, sob a liderança de Japie Lutz está bem demonstrada no trabalho manual dos túneis de água no canal norte.
Piet Burger aperfeiçoou a azenha que foi amplamente utilizado em Kakamas. Este dispositivo de bombagem quase levou a um processo judicial sobre direitos de patente, quando um ferreiro que viveu em Kakamas registrou a patente em 1922.
A Comissão que dirigiu "a colónia" fez planos para o futuro e em 1912 iniciaram a construção de uma central hidroeléctrica a turbina, no canal norte. Em última instância a central eléctrica, construída de forma a parecer um templo egípcio, gerou tanta energia eléctrica que a gerência da cidade propôs um acordo a Upington sobre a possibilidade de fornecimento de electricidade a esta cidade vizinha.
Graças a irrigação a partir do Rio Orange os agricultores da região são agora os principais exportadores da África do Sul de uvas de mesa, para a Europa e Inglaterra. A região também exporta pêssegos, frutos secos, passas e laranjas.

## Origem do nome
Para alguns, o nome da cidade tem origem na palavra Khoi, "gagamas" (castanho), referindo-se ao barro vermelho-acastanhado da área, com que as mulheres da zona cobrem o rosto.
Para outros, Kakamas é uma palavra Korana que significa "pastagens pobres", mas a maioria concorda que o nome foi originalmente dado em 1779 a uma braça de rio que era conhecida como Takemas ou T’Kakamas. O nome de origem Korana significa "o lugar da vaca feroz", provavelmente relacionado com um incidente causado por uma vaca que se virou contra o seu guia, quanto era arrebanhada pela correnteza do rio.
Hoje, o nome reflecte-se negativamente sobre um vale fértil no Baixo Rio Orange, adornado com vinhedos, algodão e campos de Alfafa. À seca de 1895-97 seguiu-se um surto de peste bovina, deixando muitos agricultores na pobreza.

## Dados importantes
- Cidade mais próxima: Upington a 80 km.
- Localização geográfica: 28º 48s e 20º 39s E.
- Pluviosidade: Cerca de 100 milímetros ano
- Verões muito quentes e Invernos moderados sem geada.
- População: 8.000 habitantes